# Sirjansland
Sirjansland (Zeeuws: Sturjalland of kortweg Sir) is een dorp in de gemeente Schouwen-Duiveland, in de Nederlandse provincie Zeeland. De kern had 320 inwoners op 1 januari 2023. Tussen de dorpen Dreischor en Sirjansland ligt het natuurgebied Dijkwater.
Sirjansland is als polder ontstaan in 1305. Zeventien jaar eerder was een deel van de polder Dreischor verloren gegaan door een stormvloed. De bedijker was Jan van Beaumont, en naar hem werd de nieuwe polder 's-Heer Jansland, Sirjansland, genoemd. In de begintijd werd de polder ook wel Klein-Dreischor genoemd.
Tot 1816 was Sirjansland een zelfstandige gemeente, waarna het tot 1961 behoorde tot de gemeente Oosterland, daarna heeft het tot 1997 deel uitgemaakt van Duiveland.
Sirjansland heeft een dorpsbos met de naam 'Dorpsbos Sirjansland'. Het bos ligt op de plaats waar in 1953 een dijkdoorbraak is geweest.
Sirjansland telt 2 rijksmonumenten.

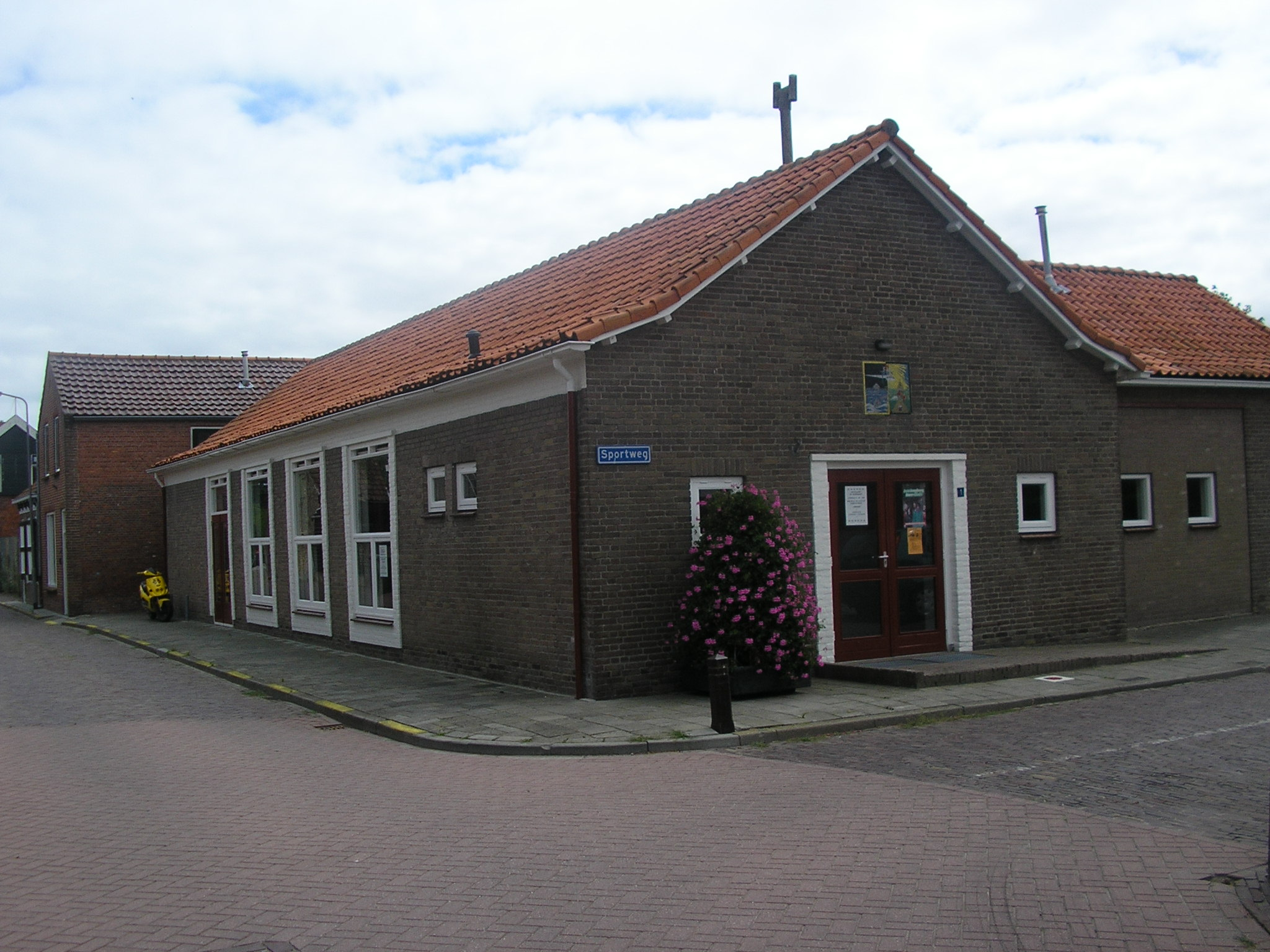
Verenigingsgebouw.
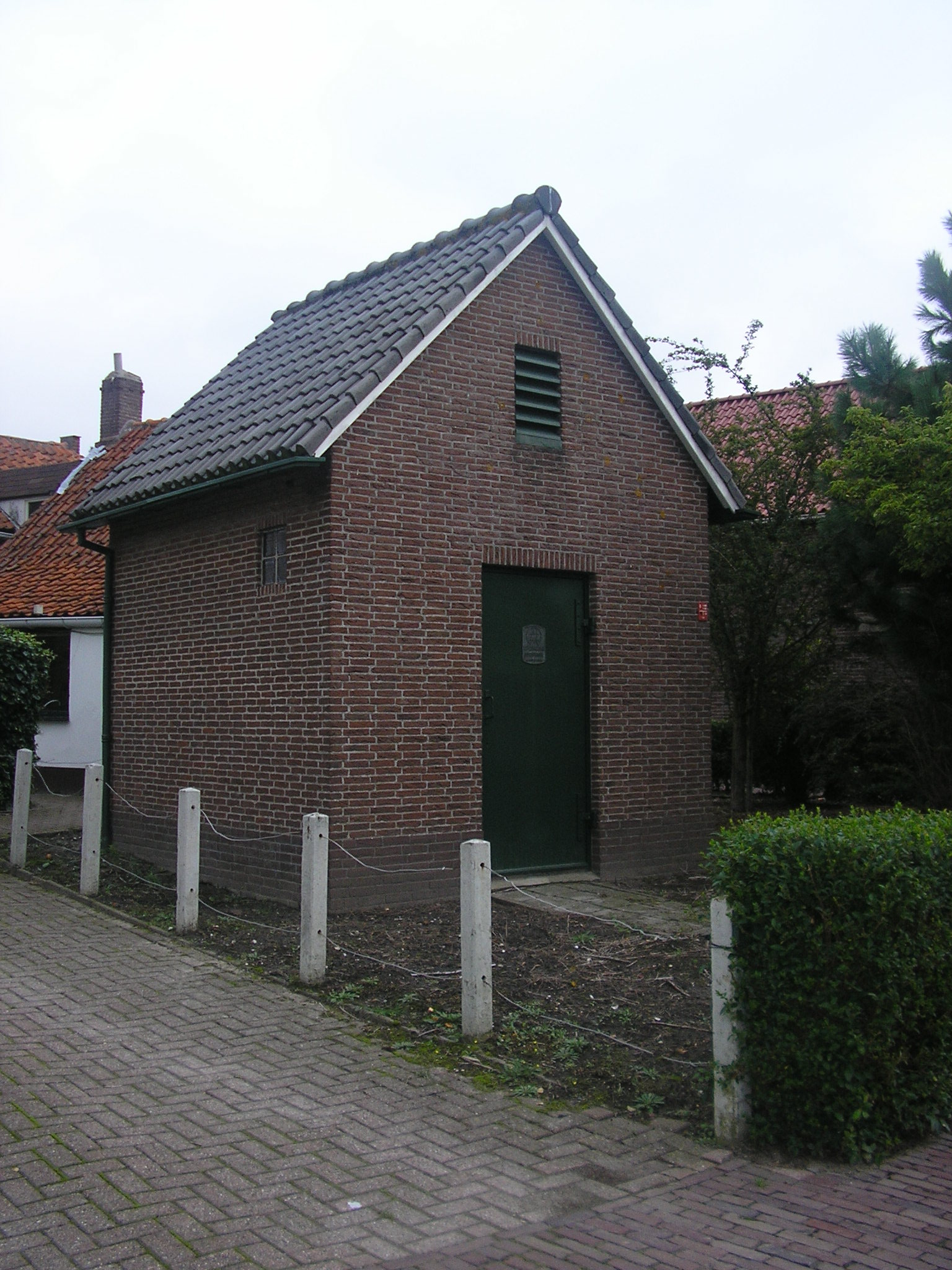
Transformatorhuisje aan de Lageweg.
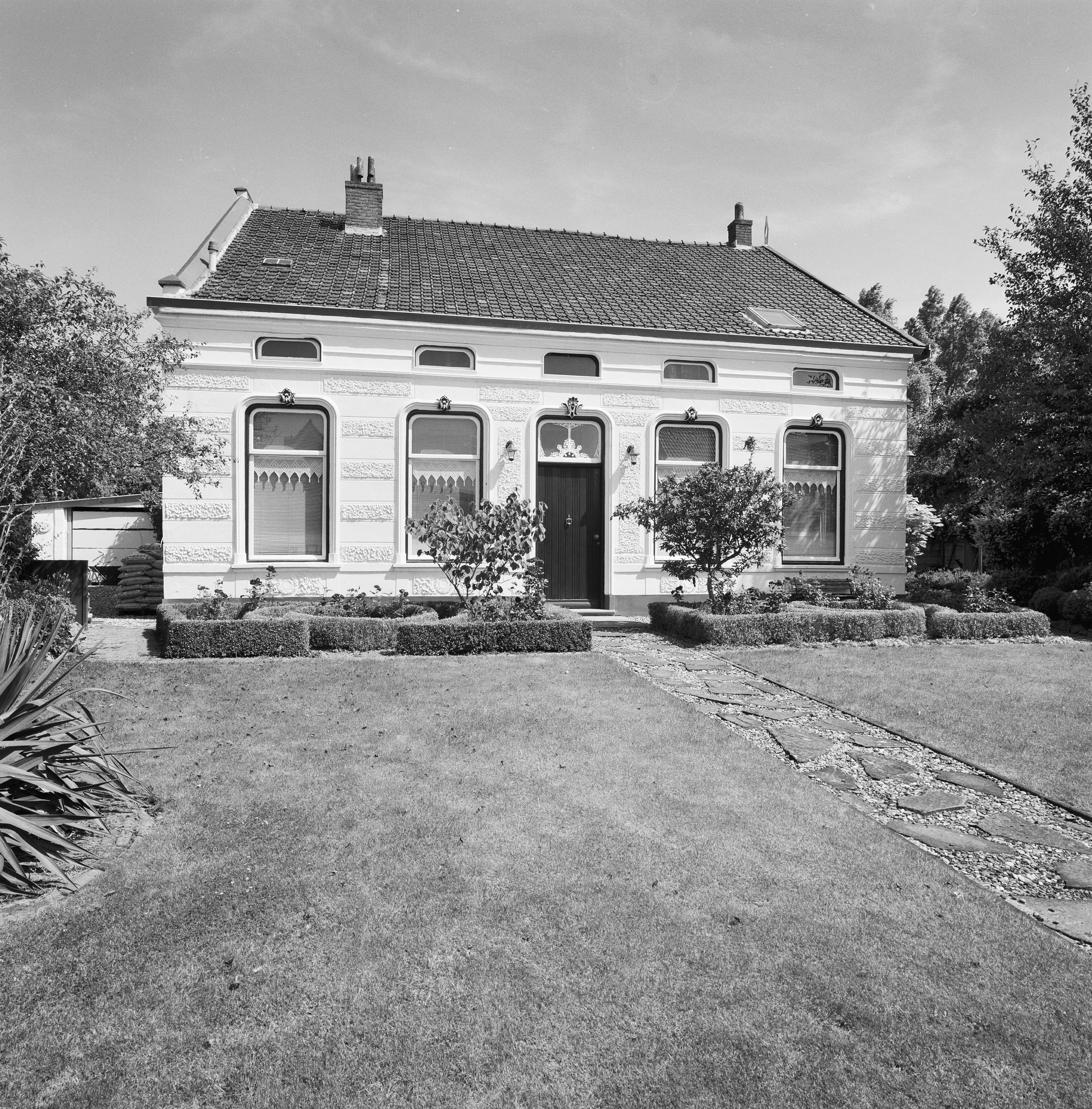
Voormalige pastorie.

## Geboren
- Theo Bunjes (1937-2023), politicus

Steden: Brouwershaven · Zierikzee

Dorpen: Bruinisse · Burgh · Dreischor · Ellemeet · Haamstede · Kerkwerve · Nieuwerkerk · Noordgouwe · Noordwelle · Oosterland · Ouwerkerk · Renesse · Scharendijke · Serooskerke · Sirjansland · Zonnemaire

Buurtschappen: Beldert · Brijdorpe · Burghsluis · Capelle · Den Osse · Elkerzee · Looperskapelle · Moriaanshoofd · Nieuw-Haamstede · Nieuwerkerke · Schuddebeurs · Westenschouwen · Zijpe

Voormalige gemeentes/plaatsen: Bloois · Bommenede · Duivendijke · Klaaskinderkerke · Rengerskerke en Zuidland · Viane

Zeeland: Steden en dorpen in Zeeland      Nederland: Provincies · Gemeenten